# Franz Jünger
Franz Jünger (auch: Franciscus Jünger; * 29. März 1613; † 7. September 1680 in Dresden) war Bürgermeister von Dresden.

## Leben
Franz Jünger studierte Rechtswissenschaften und wurde Doktor des Rechts.
Er arbeitete nach dem Studium zuerst als Advokat in Dresden. Nachdem er als Senator in den Stadtrat von Dresden gewählt worden war, war sein erstes Amt das des Stadtschreibers. Später wurde er Steuereinnehmer des Dresdner Stadtrats. Nachdem er 1679 zum Bürgermeister in Dresden gewählt worden war, war er zugleich Verwalter des Leubnitzer Amtes für die damals noch außerhalb von Dresden gelegenen Dörfer Leubnitz, Strehlen, Reick, Torna, Gompitz, Gostritz und Kleinzschachwitz sowie Verwalter des Hospitalamtes St. Materni und Inspektor der Johanniskirche.
1667 erwarb er von den Erben seines Schwiegervaters aus erster Ehe das Gut Nassau.
Franz Jünger heiratete am 15. Januar 1650 in Meißen Christina Beuchel (* 17. November 1628 in Meißen; † 24. Dezember 1662 in Dresden), die Tochter des Ratsherrn zu Meißen, Lucas Beuchel († 1648). Gemeinsam hatten sie zwei Söhne und zwei Töchter:
- Christian Gottlieb Jünger, † jung
- Christian Gottlieb Jünger,
- Margaretha Sybilla Jünger,
- Rahel Sophia Jünger (* 24. April 1654 in Dresden; † 19. Oktober 1694 ebenda), sie heiratete den Ratsherrn und Stadtsyndikus von Dresden, Hieronymus Gottfried Behrisch, Herr auf Untergreißlau bei Weißenfels. Sie war die Mutter des späteren Dresdner Bürgermeisters Burkhard Leberecht Behrisch.

Nach dem Tod seiner ersten Frau heiratete Franz Jünger am 4. Juni 1664 seine zweite Ehefrau, Anne Gertraud Krumpe (14. November 1640 in Weißenfels, † 14. Mai 1674 in Dresden), seine damalige Stiefschwester. Aus der Ehe stammen ein Sohn und eine Tochter:
- Anna Felicitas Jünger, † 1673
- Johann Christian Jünger, † vor 1759, er besuchte 1680–1684 die kürf. sä. Landesschule St. Afra in Meißen, nach einem Studium wurde er Advokat,

Nach seinem Tod wurde er am 10. September 1680 in Dresden wie seine zwei Ehefrauen auf dem Frauenkirchhof in einem Schwibbogengrab an der alten Frauenkirche beigesetzt. Die damals traditionelle Leichenandacht fand am 19. Dezember 1680, dem vierten Adventssonntag, statt und wurde vom damaligen Stadtprediger Magister Christiano Lucio gehalten.